# Marschalkó Béla
Savniki Marschalkó Béla (Likér, 1884. augusztus 29. – Budapest, 1962. április 17.) magyar építész, Marschalkó János (1818–1877) szobrász unokája.

## Élete
Marschalkó Richárd (1856–1938) gépészmérnök, műszaki tanácsos és tursterni Steféczius Szidónia (1857–1921) fiaként született. A budapesti József Műegyetemen folytatott tanulmányokat, 1910-ben diplomázott le. 1913-ban lett a Mérnökegylet tagja. Ezt követően a „Korb és Giergl” építészirodában (Korb Flóris és Giergl Kálmán) kezdett el dolgozni. Kezdő építészként nagy hatással volt rá a Kós Károly-féle úgynevezett „Fiatalok” csoportja. 1910-ben Zrumeczky Dezsővel közös saját építészirodát nyitott. Zrumeczky haláláig (1917) több közös épületet terveztek. Azt követően egyedül dolgozott. Stílusára a népies szecesszió volt jellemző (nyerskő lábazatok, osztott táblás ablakok, jellegzetes faragott fa részletek, meredek tetők).
Unokája, Andrássy Balázs beszámolója szerint Marschalkó semmilyen elismerést nem kapott a munkáéirt, sőt a második világháború után még a nyugdíjától is megfosztotta a kommunista diktatúra.
Házastársa Parthay Angyalka Irén (1887–1951) tanítónő volt, akit 1913. június 3-án Budapesten vett nőül.
1962-ben hunyt el 78 éves korában. A Farkasréti temetőben helyezték örök nyugalomra.

## Művei
- 1910: Marschalkó villa, Pomáz, Orgona u.[6]
- 1911–1912: Áldás Utcai Általános Iskola, 1025 Budapest, Áldás utca 1. (Zrumeczky Dezsővel közösen)[6][7]
- 1912: Herczeg Ferenc – Tormay  Cecil villája, 1021 Budapest, Hűvösvölgyi út 87. (Zrumeczky Dezsővel közösen)[6][8]
- 1914: a Wekerle telep Zrumeczky-kapuja, 1192 Budapest, Kós Károly tér 10. (Zrumeczky Dezsővel közösen)[6][9]
- 1921[10]/1922[11]–1925: Velence telep, Ózd (48 ház)[6][12]
- 1923–1924: Altiszti- és Munkás Olvasó Egylet épülete (ma: Liszt Ferenc Művelődési Ház), 3600 Ózd, Gyár u. 4.[6][13][14][15]
- 1928–1929: Acélgyári Társulati Iskola (ma: Salgótarjáni Általános Iskola Petőfi Sándor Tagiskolája), 3100 Salgótarján, Acélgyári út 24.[6][16]
- Acélgyári út számos épülete, Salgótarján[12]

## Képtár

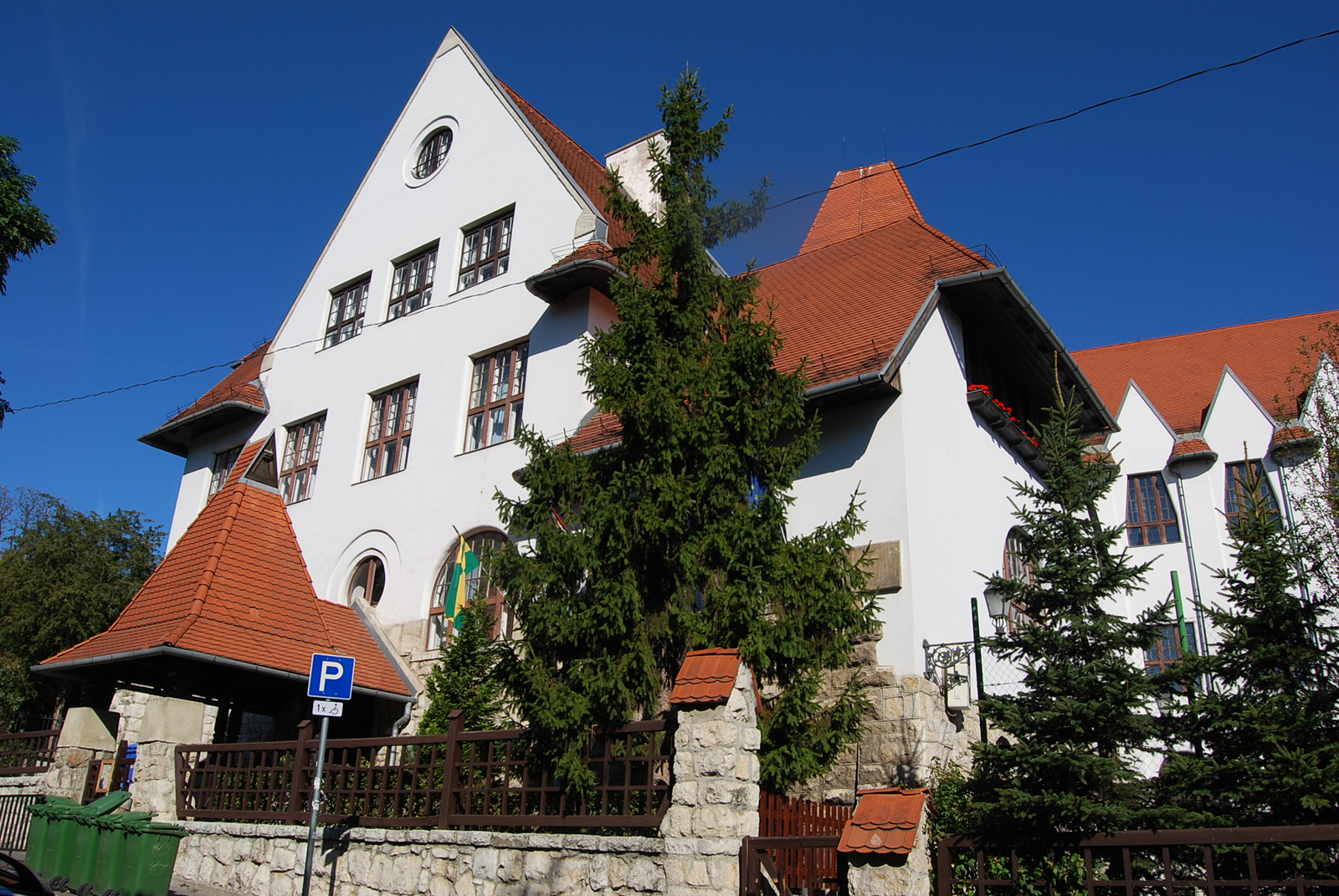
Áldás Utcai Általános Iskola, Budapest
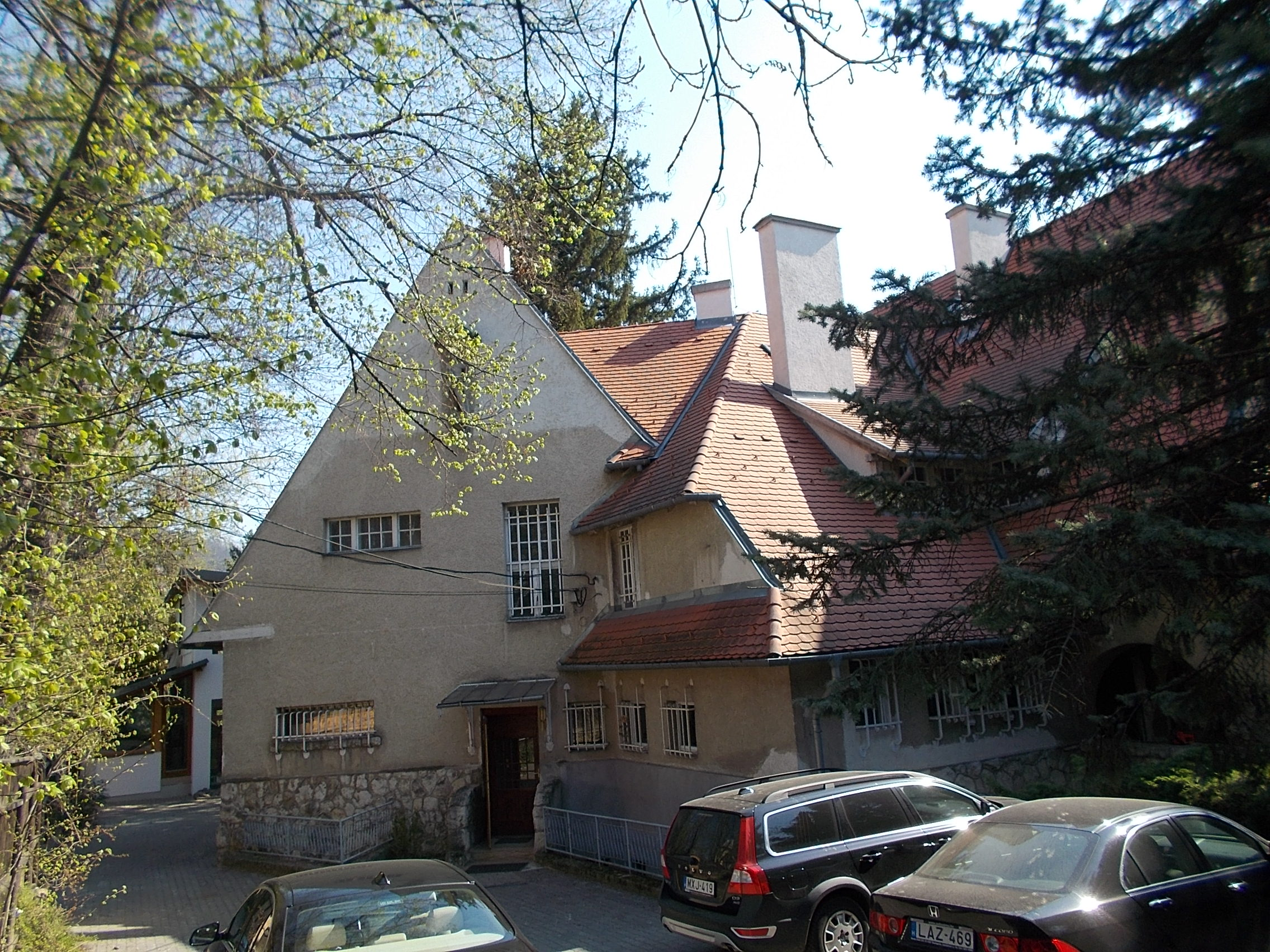
Herczeg Ferenc – Tormay Cecil villája, Budapest
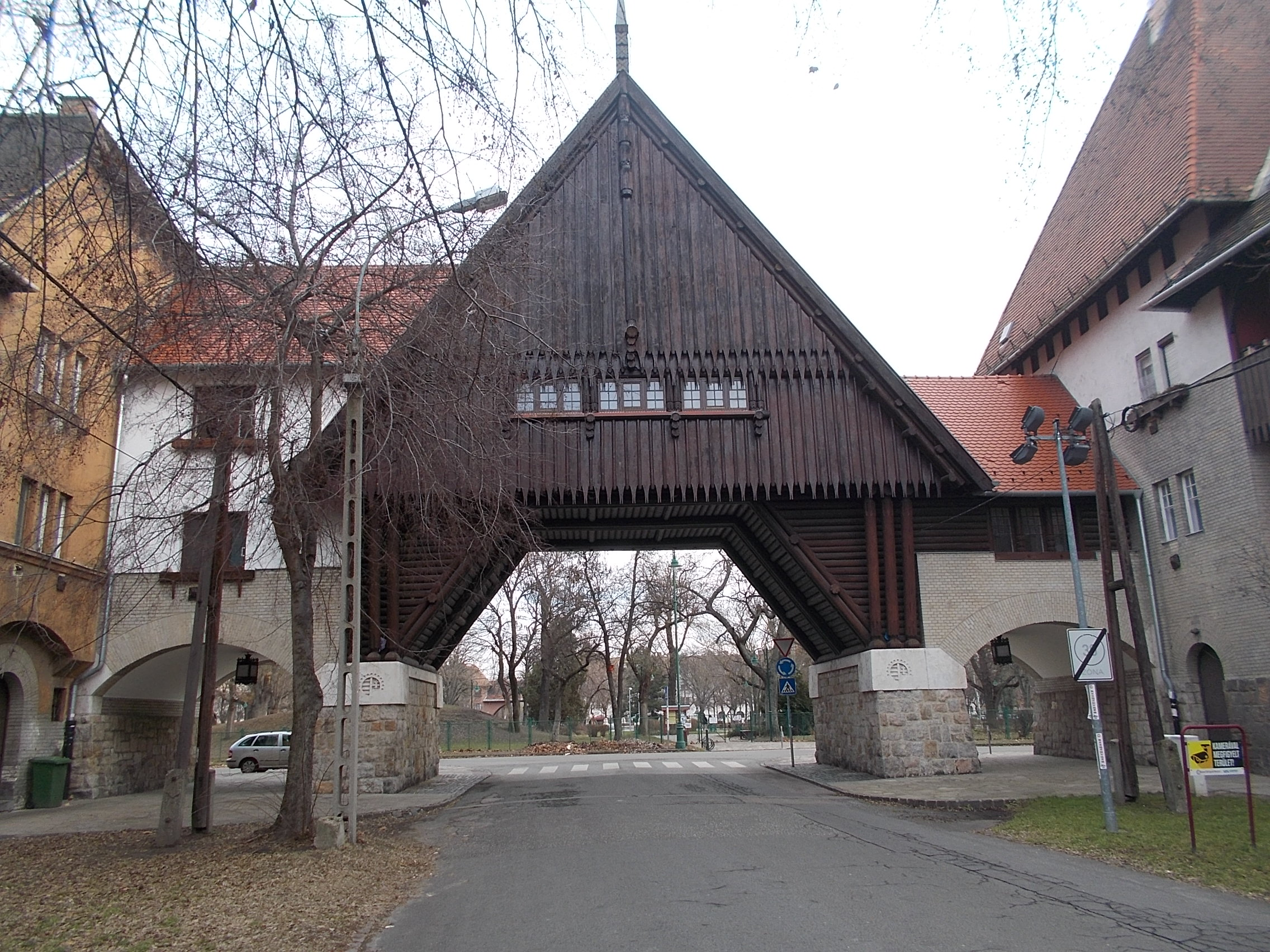
a Wekerle telep Zrumeczky-kapuja, Budapest

## Egyéb irodalom
- (szerk.) Rozsnyai József: Építőművészek Ybl és Lechner korában, Terc Kereskedelmi és Szolgáltató Kft., Budapest, 2015, ISBN 978-615-5445-12-5